# Photographische Gesellschaft

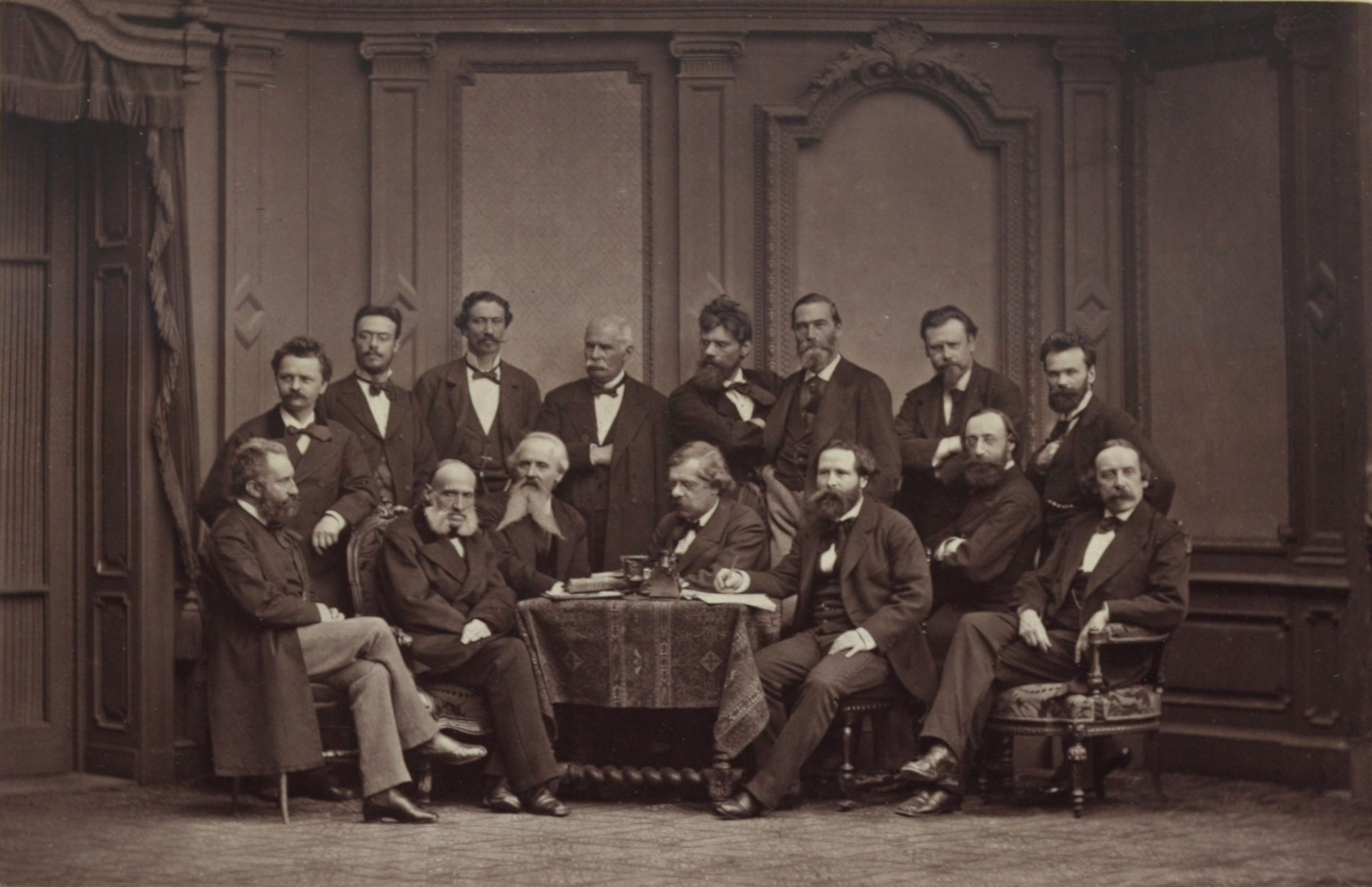
Mitglieder der Photographischen Gesellschaft
(1877 oder früher)

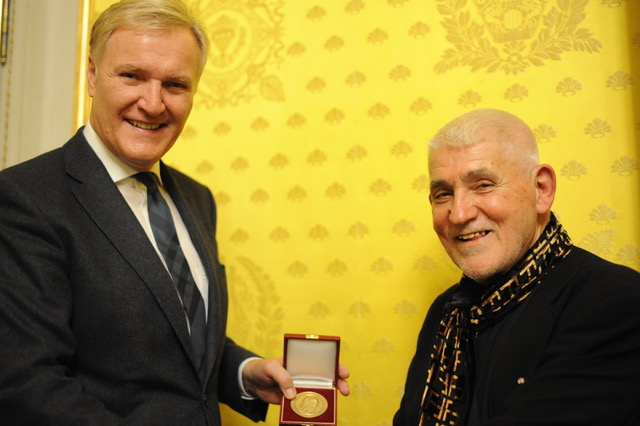
Verleihung der Voigtländermedaille an die Albertina (Schröder, Sobotka)

Die Photographische Gesellschaft (PhG) ist die älteste Vereinigung von Fotografen in Österreich; sie wurde am 22. März 1861 in Wien gegründet. Vorbilder waren die bereits seit den 1850er Jahren bestehenden Vereinigungen in London und Paris. Vereinszweck war die Steigerung der Popularität von fotografischen Aufnahmen für die Öffentlichkeit, die Förderung von Versuchen zur Verbesserung der technischen Errungenschaften und der Aufbau einer Fachbibliothek zum Thema Fotografie, die heute die größte ihrer Art in Österreich ist und deren besonderer Wert in den nahezu lückenlos vorhandenen frühen Fachzeitschriften aus aller Welt liegt. Mitglieder der Gesellschaft leisteten wesentliche Beiträge zur Forschung und Entwicklung der künstlerischen und wissenschaftlichen Fotografie im Dienst der Astronomie, der Mikroskopie und der Röntgenologie.

## Gründung
Laut einem Schreiben von Wilhelm Freiherr von Schwarz-Senborn an Josef Homolatsch vom 14. Juni 1860 hatte Schwarz-Senborn bereits 1858 Anton Schrötter von Kristelli in Paris den Plan zur Gründung einer Photographischen Gesellschaft in Wien mitgeteilt. Im Juli 1860 initiierte Homolatsch ein Komitee zur Vereinsgründung. Am 22. März 1861 wurde die Gründung in einem Saal der kaiserlichen Akademie der Wissenschaften in Wien vollzogen. Zu den Gründungsmitgliedern zählten die Fotografen August Artaria am Kohlmarkt und F. Paterno am Neuen Markt sowie Peter Wilhelm Friedrich Voigtländer, Ludwig Angerer, Franz Antoine, Johann Bauer, Ernst Birk, Rudolf Finger, Josef Homolatsch, Emil Hornig, Karl von Jagemann, Karl Josef Kreutzer, Karl Lemann, K. Mahlknecht, Anton Georg Martin, Achilles Melingo von Saginth, Josef Petzval, Anton Schrötter von Kristelli und Anton Widter. Die Mitgliederzahl stieg rasch an und betrug 149 im Jahr 1864 und 207 im Jahr 1869.

## Geschichte
Die Gesellschaft fungierte als Anlaufstelle für Wissenschaftler, Industrielle, gewerbliche und private Fotografen. In den Gründungsstatuten wurden öffentliche Auftritte als ein besonderes Ziel der Organisation genannt. Bereits im Gründungsjahr begannen Planungen für die Organisation einer „Photographischen Ausstellung“. Von 17. Mai bis Juni 1864 fand im Palais Dreher in der Operngasse in Wien die erste „Photographische Ausstellung“ im deutschsprachigen Raum statt. Gezeigt wurden Porträts von vorwiegend prominenten Persönlichkeiten (Ludwig A. Frankl, „Frl. Schwöder, Mitglied des Carltheaters“, Anastasius Grün, Carl von Rokitansky, Emerich Ranzoni, Christine Hebbel mit Tochter, „Julie Rettich, kk. Hofschauspielerin“) sowie eine Skulptur und einige Visitbilder. Ungefähr 10.000 Besucher besichtigten die 1.100 ausgestellten Fotos. Auch Kaiser Franz Joseph zählte zu den Besuchern.
Der erste Präsident, Anton Georg Martin, wandte sich 1863 erstmals an das Österreichische Justizministerium, um Fragen des Urheberrechts in der Fotografie rechtlich klären zu lassen. Erst im Jahr 1932 setzte das Bundesministerium für Unterricht ein eigenes Sachverständigenkollegium für die Belange des Urheberrechtes der Fotografie in Österreich ein.
Um 1865 trat die Photographische Gesellschaft der Société française de Wothlytypie bei und erhielt von dieser die Lizenz zur Anfertigung von Bildern nach dem neuartigen Wothlytypie-Verfahren. Durch Spenden und staatliche Subventionen konnten 1885 fotografische Apparaturen und Geräte angekauft werden, um ein kleines Fotolabor einzurichten.
Die gewerbliche Fotografie erlebte in der zweiten Hälfte des 19. Jahrhunderts durch die rasche Weiterentwicklung der Reproduktionstechniken und der Autotypie einen rapiden Aufschwung. Der Bedarf an Fachkräften zur Vervielfältigung fotografischer Vorlagen für den Buchdruck wurde größer, so dass aus der Mitte der Photographischen Gesellschaft die Idee einer staatlichen Ausbildungsstätte kam. Ihr Mitglied Josef Maria Eder präsentierte sein Konzept einer staatlichen Lehranstalt im „Museum für Kunst und Industrie“ (heute Museum für angewandte Kunst) und trieb die Durchführung voran. Am 1. März 1888 wurde die „k.k. Lehr- und Versuchsanstalt für Photographie und Reproductionsverfahren in Wien“ in Neubau unter der Leitung von Eder eröffnet. Als weltweit erste staatliche Ausbildungsstätte dieser Art umfasste sie eine Ausbildung für Porträt-, Landschafts- und Reproduktionsfotografie, sämtliche Bereiche der damals betriebenen mechanischen Drucktechniken, eine wissenschaftliche Versuchsanstalt und eine Abteilung für das Buch- und Illustrationsgewerbe. Sie besteht heute als Höhere Graphische Bundes-Lehr- und Versuchsanstalt fort. Eder setzte Hans Lenhard (1853–1920) als ersten Lehrer für Fotografie und Retusche ein. Lenhard war zuvor jahrelang in dem großen Wiener Atelier Josef Löwy als künstlerischer Leiter tätig. Ab 1910 wurde der ehemalige Schüler Karel Novák (1875–1950) als Lehrer eingesetzt. Rudolf Koppitz, wiederum Schüler von Novák, war ebenfalls Lehrer.

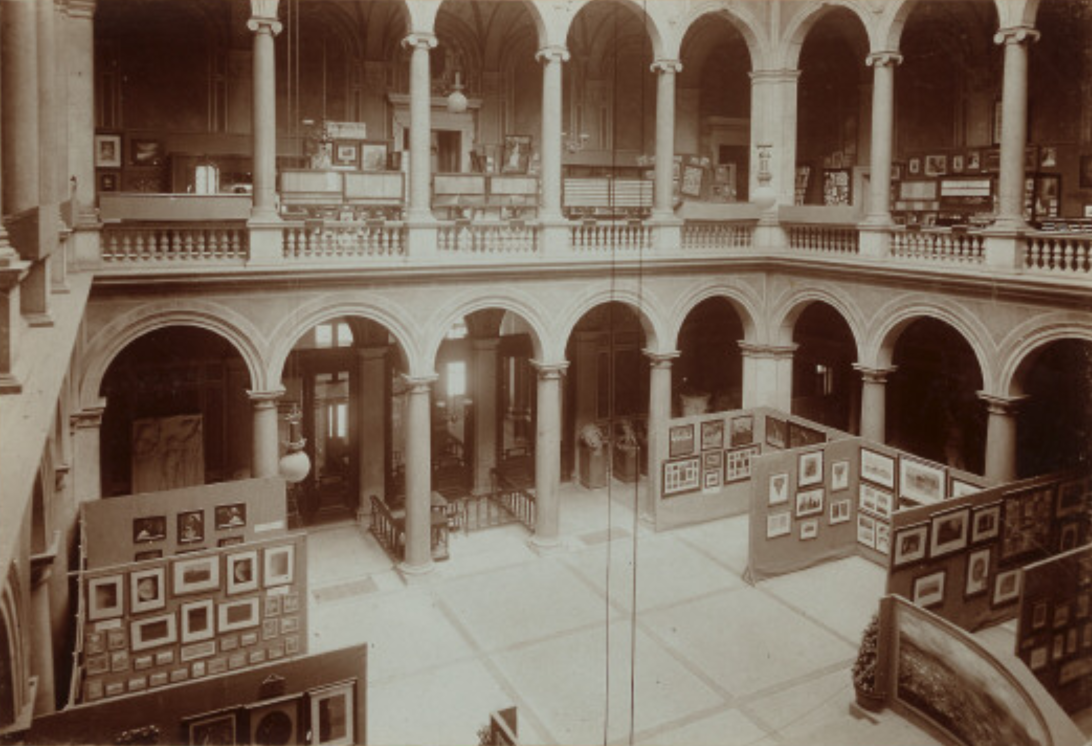
Einblick in die Ausstellung der Photographischen Gesellschaft im Österreichischen Museum für Kunst und Industrie (1904)

Anlässlich des 40-jährigen Jubiläums im Jahr 1901 entschied man sich für die Ausrichtung einer Jubiläumsausstellung, um die Entwicklung der Fotografie in den vorangegangenen vierzig Jahren und den Beitrag, den die Gesellschaft dazu geleistet hatte, einem breiten Publikum vorzustellen. Zu diesem Zeitpunkt verfügte die Gesellschaft bereits über eine große Sammlung zur Geschichte der Fotografie; Exponate daraus zeigten die Entwicklung der Fotografie von 1840 bis 1901 und den Anteil, den Österreich daran hatte.
Die Gesellschaft nahm auch an zahlreichen Ausstellungen im Ausland teil. Ab Beginn des 20. Jahrhunderts richtete sie selbst regelmäßig internationale Ausstellungen in Wien aus. 1906 erhielt die Gesellschaft den k.k.-Titel von Kaiser Franz Joseph I. verliehen und nannte sich bis 1918 „K.k. Photographische Gesellschaft in Wien“.

### Vereinsjournal

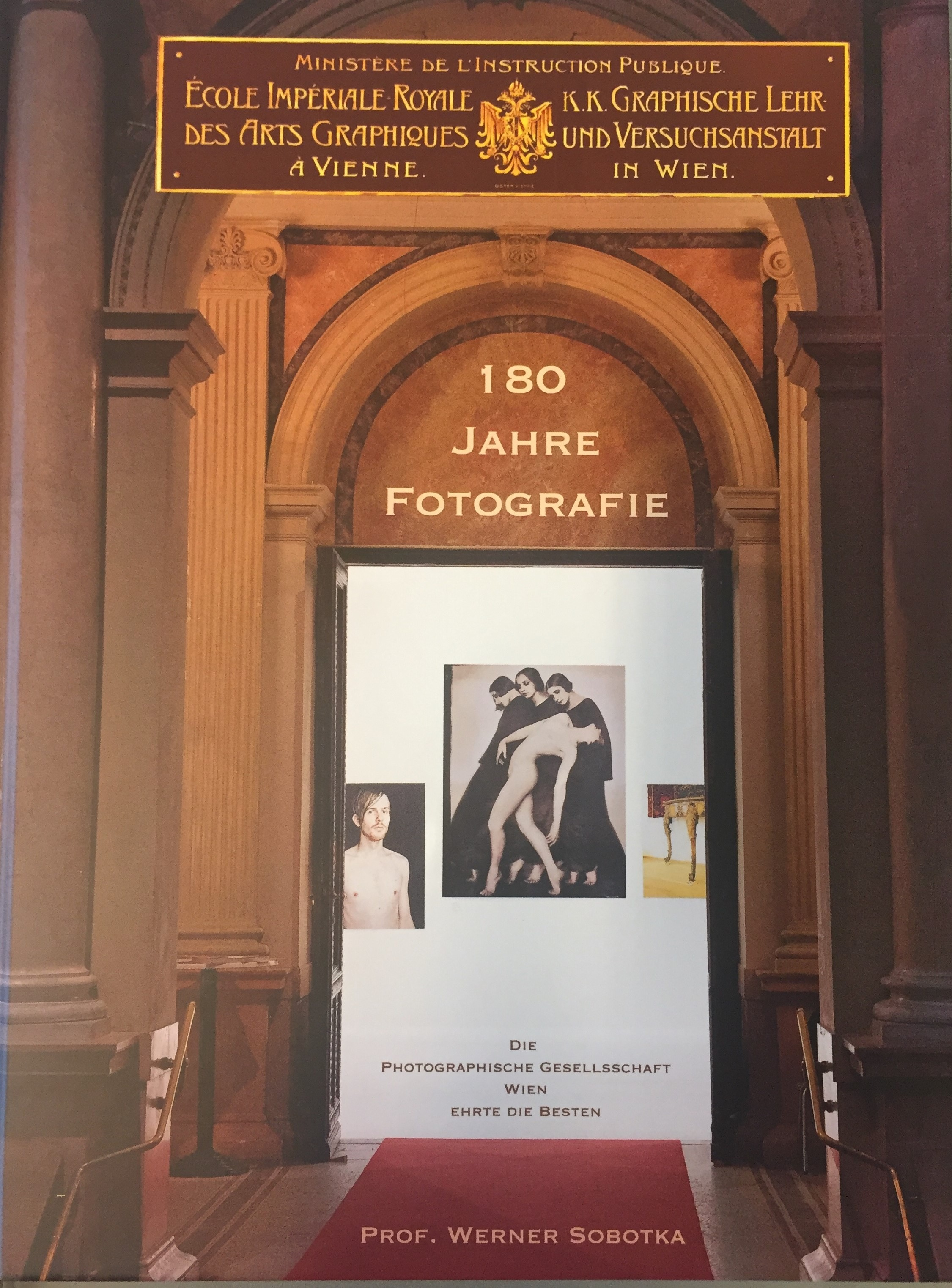
180 Jahre Fotografie

Die Zeitschrift Photographische Correspondenz wurde 1864 von Mitgliedern des Vereins gegründet, um über die Sitzungen, Versammlungen und Vorträge zu berichten. Sie stellte im Jahr 1971 aus betriebswirtschaftlichen Gründen ihr Erscheinen ein und war damit die am längsten erscheinende deutschsprachige photographische Zeitschrift.

## Historische Sammlung
Die Sammlung der Photographischen Gesellschaft umfasste fotografische Literatur, Auszüge der fotomechanischen Druckverfahren, fotografische Apparate und optische Geräte. Der Bestand ging um 1930 als Schenkung an die heutige Höhere Graphische Bundes-Lehr- und Versuchsanstalt. Sie wurde im Jahr 2000 der Albertina in Wien als Dauerleihgabe zur Verfügung gestellt und ist heute mit 70.000 Bildern, 35.000 Büchern, zahlreichen Kameras und weiterem fotografischen Zubehör Teil der größten Fachsammlung in Österreich.

## Vergebene Preise und Ehrungen
Im Jahr 1868 übergab Friedrich von Voigtländer der Gesellschaft 5400 Florentiner Gulden. Aus den Zinsen sollten hervorragende Leistungen auf dem Gebiet der Photographie ausgezeichnet werden. Zu diesem Zweck vergibt die Gesellschaft an ihre Mitglieder die Voigtländer-Medaille in Gold, Silber oder Bronze. Die erste Voigtländer-Medaille in Gold erhielt 1873 J. B. Obernetter für ein Verfahren zur Negativvervielfältigung. 2019 hat die Photographische Gesellschaft die Voigtländer-Medaille neu aufgelegt; die erste Medaille ging an Klaus Albrecht Schröder, den Generaldirektor der Albertina.
1876 wurde die Gesellschaftsmedaille der Photographischen Gesellschaft eingeführt, die ebenfalls in Gold, Silber und Bronze vergeben wird und auch Nichtmitgliedern verliehen werden kann.
1895 kam die Jubiläumsmedaille als Auszeichnung für 25- oder 50-jährige Mitgliedschaft in der Photographischen Gesellschaft hinzu.

## Gegenwart
Gemäß den aktuellen Statuten der Photographischen Gesellschaft ist der Vereinszweck die „Förderung der Kunst und Wissenschaft der Fotografie und des Kommunikationswesens im weitesten Sinne des Wortes und aller mit diesen verwandten oder in Beziehung stehenden Disziplinen und Techniken, so insbesondere auch der Reproduktions- und Druckverfahren“.
Ausstellungen der Gesellschaft unter dem Titel „Fotografie in Österreich“ fanden in den Jahren 2011–2019 in Prag, Budapest, Posen, Krakau, Breslau, Bydgosz, Opeln und Danzig statt, weitere Ausstellungen im Presseclub Concordia in der Albertina und an der Wirtschaftsuniversität Wien.
Die Photographische Gesellschaft hat 3 Ausstellungen im Presseclub Concordia veranstaltet: Zeitenwandel 1968, Pressefotos in Österreich, Frauen, die Österreich bewegt haben.
Zurzeit vergibt die Gesellschaft einen Award für das beste deutschsprachige Fotobuch in Gedenken an Anton Georg Martin, den ersten Autor eines deutschsprachigen Fotobuchs.
Die Gesellschaft war auch Mitbegründer des Fotoawards für das beste Friedensbild weltweit, zuerst Erich Fied Award, anschließend auf Global Peace Award umbenannt, der jährlich im Österreichischen Parlament vergeben wird.
Werner Sobotka ist seit 2004 Präsident der Gesellschaft; er löste Anselm F. Wunderer ab.